# Јан Плестењак
Јан Плестењак (Љубљана, 27. март 1973) је словеначки поп певач који по оцу има и српско порекло. Одрастао је у Шкофја Локи. Његова мајка је сликарска Дора Плестењак, а његов отац је био Србин Мирослав Миљковић Мачак. Његов полубрат Домен Слана је такође познати сликар. Издао је 2007. биографију "Смех ин солзе". Као продуцент радио је песме за Ребеку Дремељ, Здравка Чолића, Нушу Деренду и Хелену Благне.

## Дискографија
Албуми
- Јан Плестењак (1993, ЗКП РТВС)
- Гремо вкино (1994)
- Погрешал те бом (1996)
- Морје (1997) Менарт
- Аморе мио (2000)
- Јан (2002)
- Соло (2003)
- До раја (2005)
- Класика (2009)
- Осебно (2011)
- Вечја до неба (2013)
- Двигни крила (2015)
- За ведно (2018)
- В нају ше вермајем (2021)